# ひ
ひ en hiragana ou ヒ en katakana sont deux kanas, caractères japonais, qui représentent la même more. Ils sont prononcés /çi/ et occupent la 27e place de leur syllabaire respectif, entre は et ふ.

## Origine
L'hiragana ひ et le katakana ヒ proviennent, via les man'yōgana, du kanji 比.

## Diacritiques
ひ et ヒ peuvent être diacrités pour former び et ビ et représenter le son /bi/, ou ぴ et ピ pour le son /pi/.

## Romanisation
Selon les systèmes de romanisation Hepburn, Kunrei et Nihon, ひ et ヒ se romanisent en « hi », び et ビ en « bi », ぴ et ピ en « pi ».

## Tracé
L'hiragana ひ s'écrit en un seul trait.

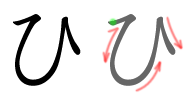
Ordre des traits pour ひ

Ordre des traits pour ヒ

1. Trait horizontal, légèrement montant, puis large boucle vers le bas se concluant par un trait diagonal.

Le katakana ヒ s'écrit en deux traits.
1. Trait horizontal, légèrement descendant, tracé de droite à gauche.
2. Trait vertical, touchant le début du premier trait, puis trait horizontal de gauche à droite.

## Représentation informatique
- Unicode[1],[2] :
  - ひ : U+3072
  - び : U+3073
  - ぴ : U+3074
  - ヒ : U+30C2
  - ビ : U+30D3
  - ピ : U+30D4